# Cathédrale sauvage
 (juillet 2025).
Motif : Où sont les sources secondaires, centrées et indépendantes, d'envergure au moins nationale, qui montrent que les critères d'admissibilité sont atteints ?
- Archive Wikiwix
- Bing
- Cairn
- DuckDuckGo
- E. Universalis
- Gallica
- Google
- G. Books
- G. News
- G. Scholar
- Persée
- Qwant
- (zh) Baidu
- (ru) Yandex

| 1. | Préciser le motif de la pose du bandeau. | Précisez le motif de la pose du bandeau en utilisant la syntaxe suivante : {{admissibilité à vérifier\|date=août 2025\|motif=remplacez ce texte par le motif}}                          |
| 2. | Informer les utilisateurs concernés.     | Pensez à avertir le créateur de l'article, par exemple, en insérant le code ci-dessous sur sa page de discussion : {{subst:avertissement admissibilité à vérifier\|Cathédrale sauvage}} |

Cathédrale sauvage est un film documentaire français réalisé par Cédric Chambin, co-écrit avec Pauline Bugeon et sorti en
2022 au cinéma

## Synopsis
Mathieu Baud, en charge de la conservation de la cathédrale Notre-Dame de Strasbourg, veille sur les habitants sauvages de l'édifice. Faucons, martinets noirs, chouettes, chauves-souris et autres animaux vivent en toute quiétude sur les hauteurs de l'un des monuments religieux les plus visité de France. Accompagnés des documentaristes passionnés de nature, Pauline Bugeon et Cédric Chambin, Mathieu se lance dans une grande quête pour recenser les espèces sauvages de la cathédrale et tenter de les préserver.

## Fiche technique
- Titre original : Cathédrale sauvage[1]
- Réalisation : Cédric Chambin
- Scénario : Cédric Chambin et Pauline Bugeon
- Avec : Mathieu Baud, Cédric Chambin, Pauline Bugeon
- Direction de la photographie : Grégory Rodriguez
- Musique originale : Sylvain Moreau
- Production : ERE Productions
- Distribution : Alpaga Films
- Pays d'origine : France
- Genre : Documentaire
- Durée : 73 minutes
- Date de sortie : 14 décembre 2022

## Distinctions
Le film a reçu le Prix de la Protection de la Nature au Festival de Ménigoute, en 2023.
Il a été sélectionné dans plusieurs festivals, dont le Festival International Nature Namur, le Festival de l'Oiseau et de la Nature et le Festival de Masuku.

## Livre
Les auteurs ont publié un livre Cathédrale Sauvage, sur les traces des oiseaux de la cathédrale de Strasbourg sorti en décembre 2022, édité aux éditions La Nuée Bleue.